# 9А-91
9A-91 - малогабаритний автомат під набій   9×39мм, сконструйований в Тульському конструкторському бюро приладобудування в 1992 на заміну АС-ВАЛ, а також як більш технологічний аналог (і конкурент) автомата СР-3 «Вихор». У 1994 році почалося виробництво, а в 1995 році автомат був модернізований.

## Конструкція
Автоматика 9А-91 заснована на відводі порохових газів з каналу цівки. Замикання здійснюється поворотом замка на 4 бойових упори. Ударно-спусковий механізм - куркового типу, дозволяє вести вогонь одиничними та безперервними чергами. Запобіжник-перекладник розташований з лівого боку цівкової скриньки над спусковою скобою (в модернізованому варіанті - праворуч, бо ліворуч стала встановлюватися планка для кріплення оптичних прицілів). На ранніх варіантах автомат мав дулове гальмо-компенсатор, але згодом від нього відмовилися. Можливе встановлення глушника. Приклад складається вгору-вперед. Як і всі інші деталі, крім пластикових пістолетного руків'я та цівки, він виконаний зі сталі. У складеному стані самостріл придатний для прихованого носіння. Також для зручності прихованого носіння руків'я замка зроблене складаним. На відміну від автомата Калашникова щілину для ручки закривки постійно відкрито.
Спеціально для 9A-91 розроблений бронебійний набій ПАБ-9 - дешевший аналог СП-6, що забезпечує ураження живої сили противника в особистих засобах захисту 3 класу, і на дальності до 100 м гарантовано пробиває 8-мм сталевий лист. Можливе використання відокремленого глушника. Спочатку також планувалося використання підцівкового гранатомета ГП-95, але автомат виявився занадто легким і недостатньо міцним для цього.

## Варіанти та модифікації
- Було розроблено експортні варіанти автомата 9А-91 під набої 7,62 × 39 мм, 5,56 × 45 мм НАТО і 5,45 × 39 мм, але поширення вони не отримали й серійно не вироблялися.
- Також на базі автомата була розроблена безшумна снайперська гвинтівка ТСК-94, що відрізняється від 9А-91 нескладним структурним прикладом, глушником та кріпленням для оптичних прицілів.
- Так само були модифікацій з дробовиком РМБ-93 і ГП-95

## На озброєнні
- Білорусь: на озброєнні сил спеціальних операцій збройних сил Білорусі[1][2].
- Монголія: на озброєнні сил спеціальних операцій збройних сил Монголії[3][4].
- Росія: на озброєнні Росгвардії та спецпідрозділів МВС РФ[5].
- Сирія[6]

## Розбирання

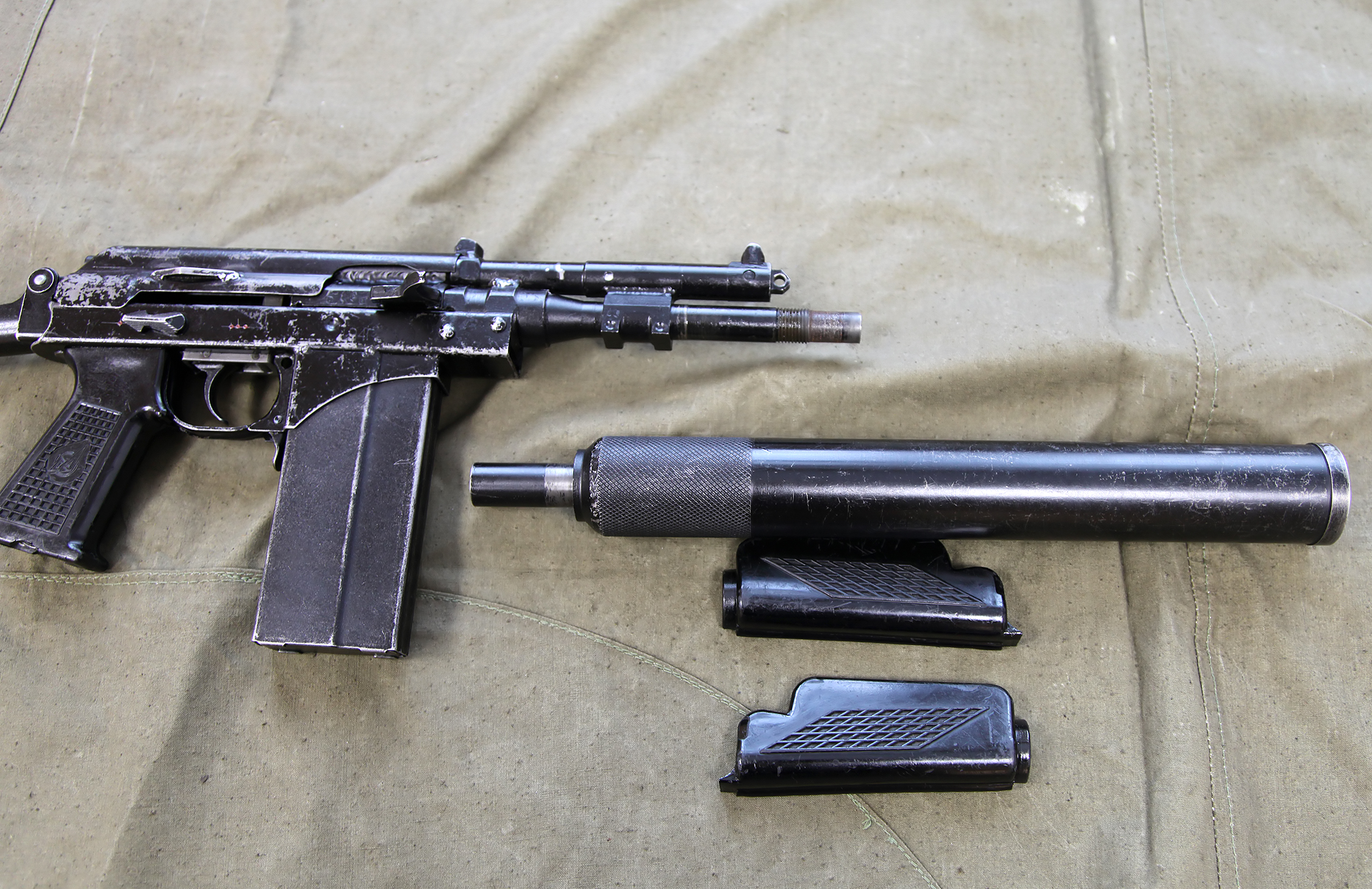
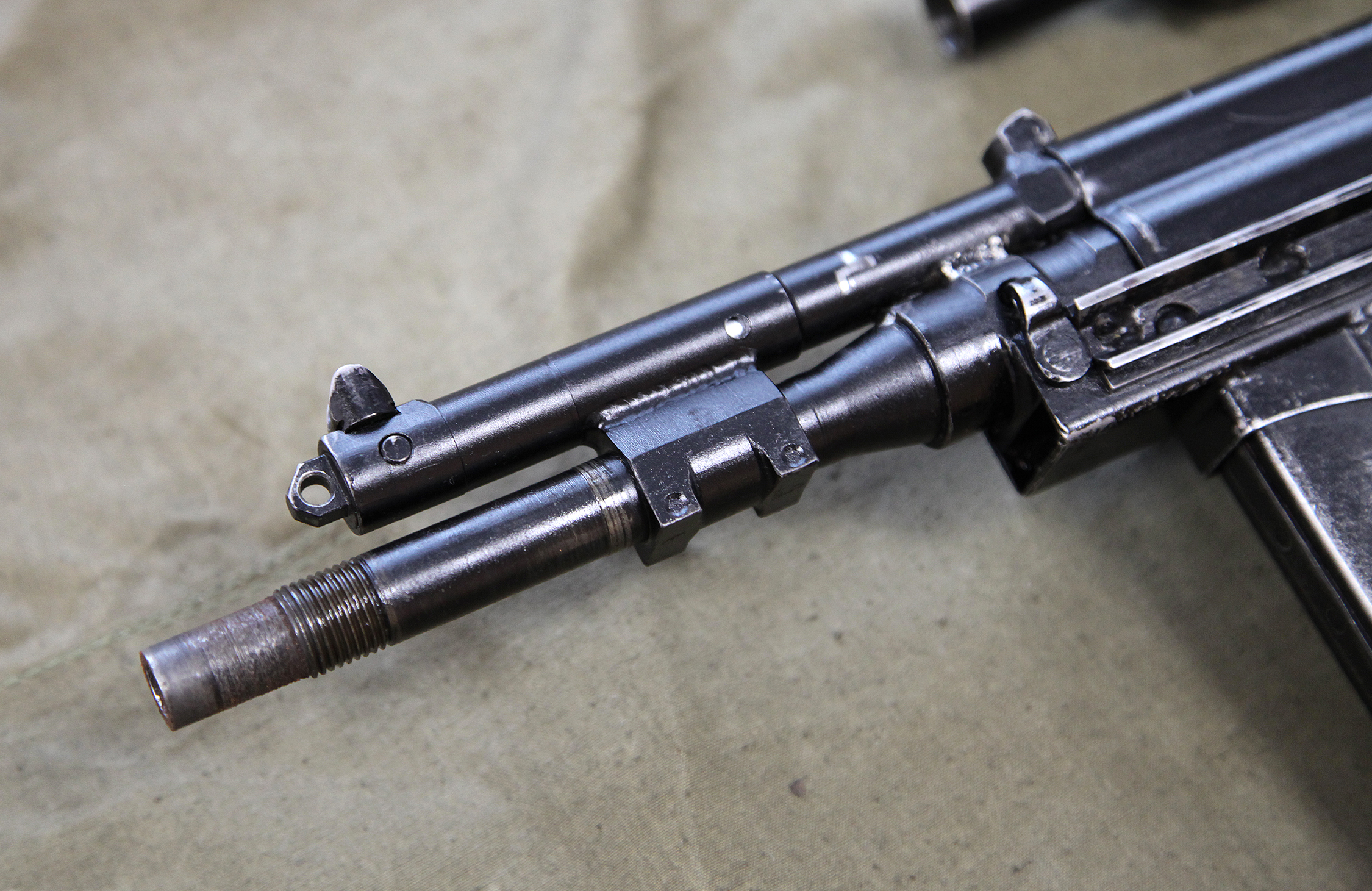
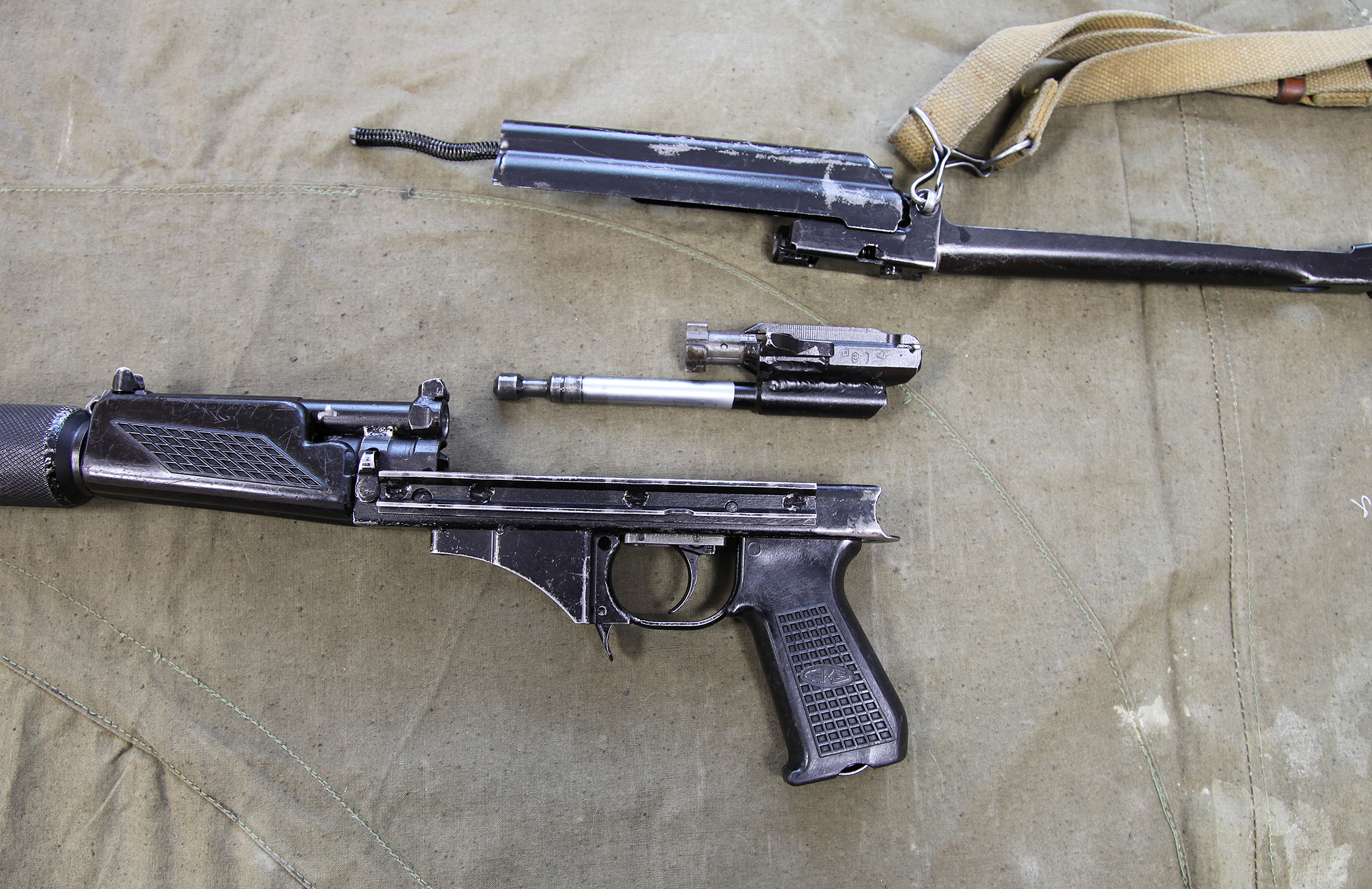
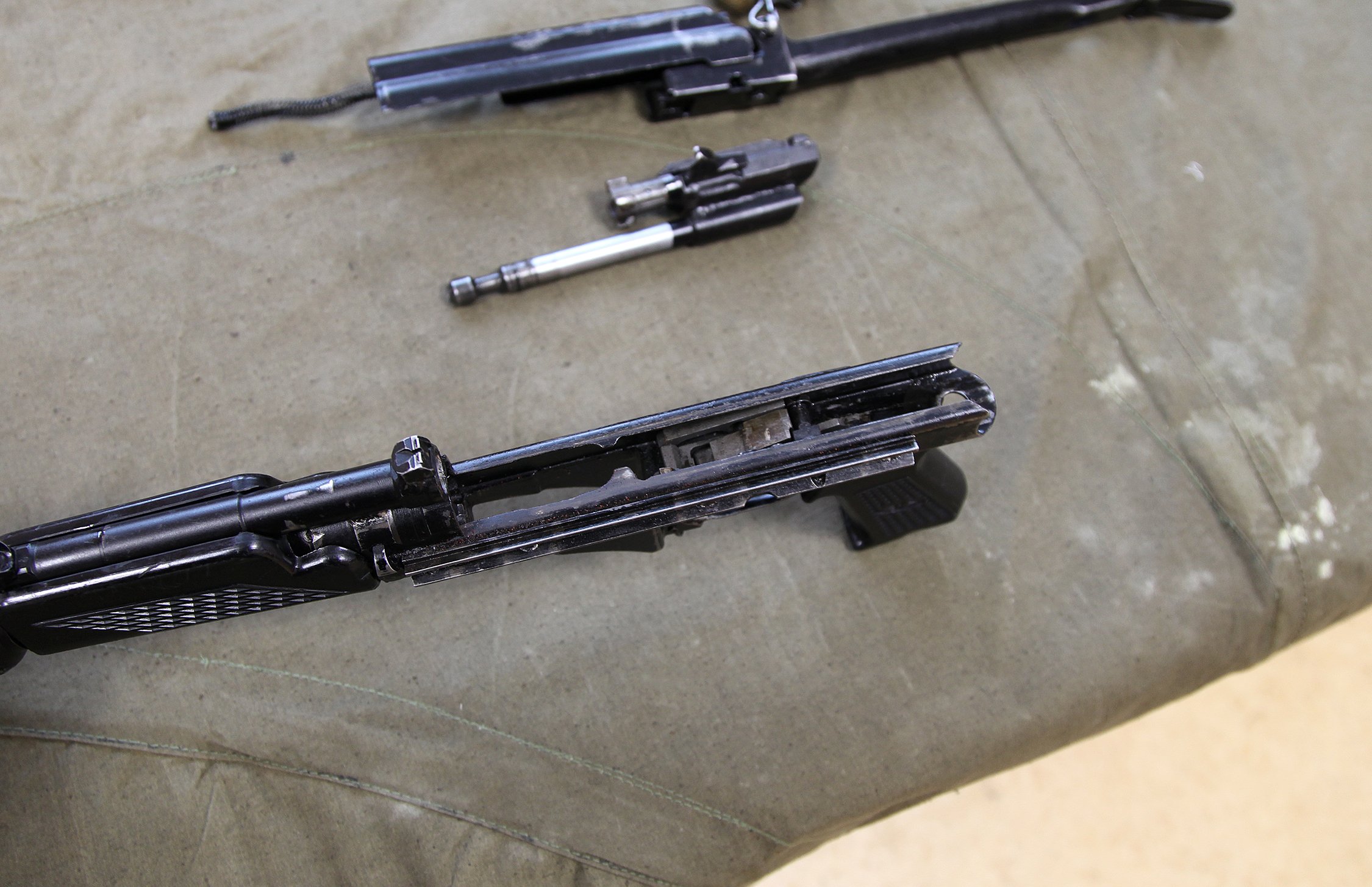
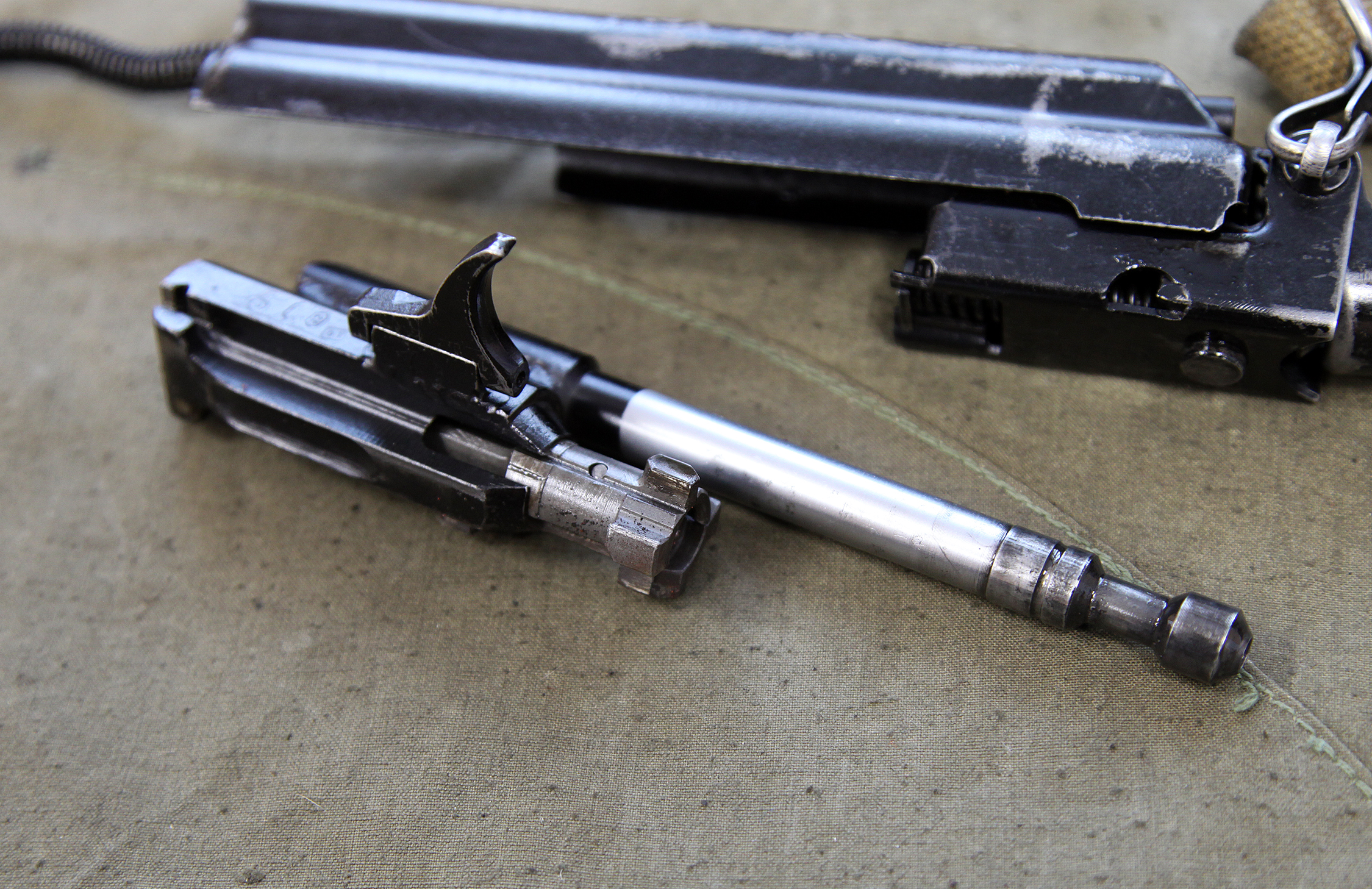
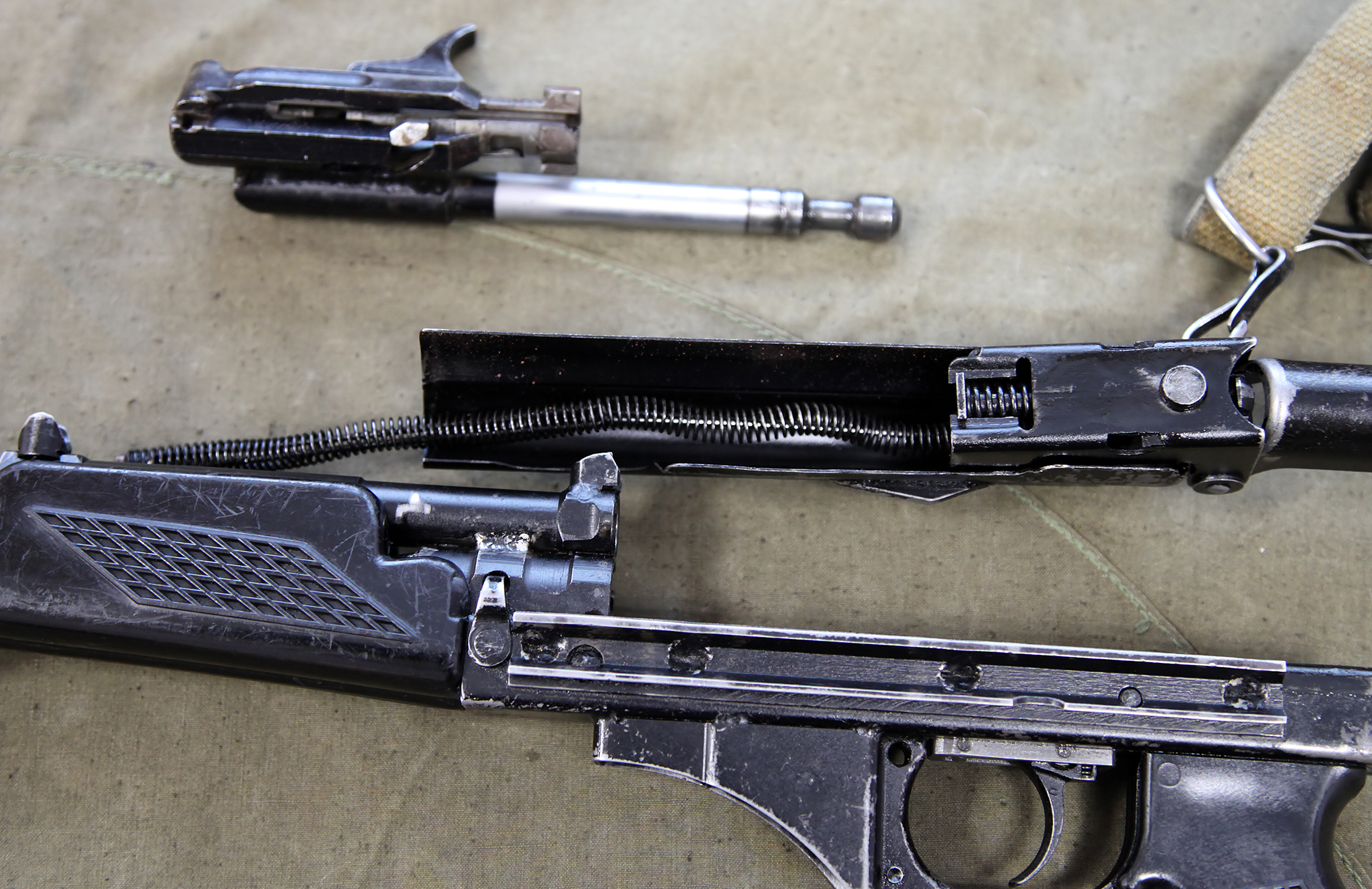